# Arlequinus krebsi
Arlequinus krebsi là một loài ếch thuộc họ Hyperoliidae. Nó là đại diện duy nhất của chi Arlequinus. Đây là loài đặc hữu của Cameroon.
Môi trường sống tự nhiên của chúng là rừng ẩm vùng đất thấp nhiệt đới hoặc cận nhiệt đới và đầm nước ngọt.
Chúng hiện đang bị đe dọa vì mất môi trường sống.